# Matrimonio intermittente
Matrimonio intermittente (By Right of Purchase) è un film muto del 1918 diretto da Charles Miller. Sceneggiato da Harry O. Hoyt su un soggetto di Margery Land May, aveva come interpreti Norma Talmadge, Eugene O'Brien, Ida Darling, William Courtleigh Jr., Charles Wellesley, Florence Billings, Hedda Hopper.

## Trama
Sebbene preferisca Dick Derwent, Margot Hughes sposa invece, per interesse, il ricco Chadwick Himes con la clausola che, se non riuscirà a conquistare il suo amore entro qualche anno, lui la lascerà libera. Con il passare del tempo, Margot si innamora del marito ma lui è sempre tanto compassato e riservato che lei interpreta quel comportamento come una totale mancanza di affetto nei suoi riguardi, tanto da spingerla a riprendere il suo flirt con Dick. Chadwick, disperato, lascia la moglie e parte per una lunga crociera. Lei, ben presto, si rende conto della pochezza del suo corteggiatore, che si rivela un essere indegno e meschino. Decisa a rendersi utile, Margot entra nella Croce Rossa e, come infermiera, presta servizio in Francia. Lì, ritrova suo marito e, uniti in uno scopo comune, i due si chiariscono e finalmente trovano insieme la felicità.

## Produzione
Il film, che venne girato a New York, fu prodotto dalla Norma Talmadge Film Corporation con il titolo di lavorazione The Man Who Bought a Wife.

## Distribuzione
Il copyright del film, richiesto dalla Norma Talmadge Film Corp., fu registrato il 6 marzo 1918 con il numero LP12185.
Distribuito dalla Select Pictures Corporation e presentato da Joseph M. Schenck, il film uscì nelle sale cinematografiche statunitensi nel febbraio 1918. In Danimarca, fu distribuito il 1º aprile 1919 con il titolo Hans officielle Hustru, in Finlandia uscì il 15 aprile 1923; in Francia, prese il titolo Par droit d'achat. Nel maggio 1924, distribuito dalla Selznick Pictures, uscì anche in Italia, con il visto di censura numero 19590.
Copia della pellicola, mancante di un rullo (probabilmente il sesto), si trova conservata negli archivi della Library of Congress di Washington.